# 南唐二陵
南唐二陵位于南京市江宁区祖堂山南麓，是五代十国时期南唐国前兩位帝王的陵墓，包括南唐烈祖李昪的钦陵和中主李璟的顺陵，后主李煜死于洛陽，葬北邙山，因此在故都没有自己的陵墓。

## 钦陵
地面建筑早已不存。地下墓室1950年发掘。砖石建造，仿木结构。
钦陵又稱永陵，位于江苏省南京市江宁区东善桥乡的祖堂山。由于是中国南唐开国君主烈祖李昪的陵墓，因此规模较大，墓长21.48米，宽10.45米，高5.3米。分前、中、后三室和十个侧室。发掘后对外开放。

## 順陵
順陵，中国南唐元宗李璟之墓，位于江苏省南京市江宁区东善桥乡祖堂山南，长22米，宽10米，高5.42米。地宫分前、中、后三室和八个侧室。现已发掘开放。

## 图集

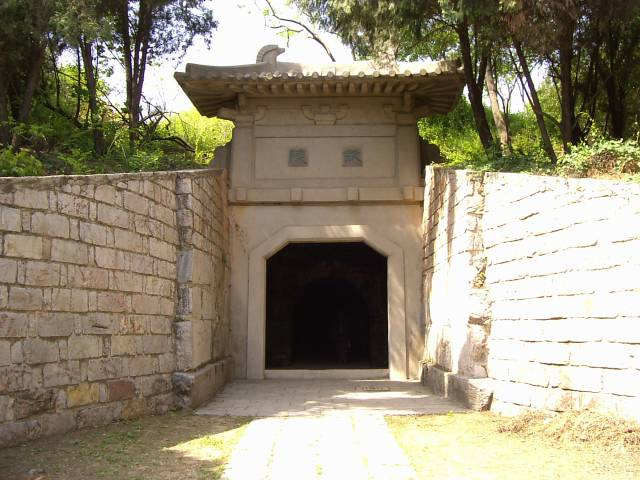
欽陵入口
欽陵中室
欽陵後室
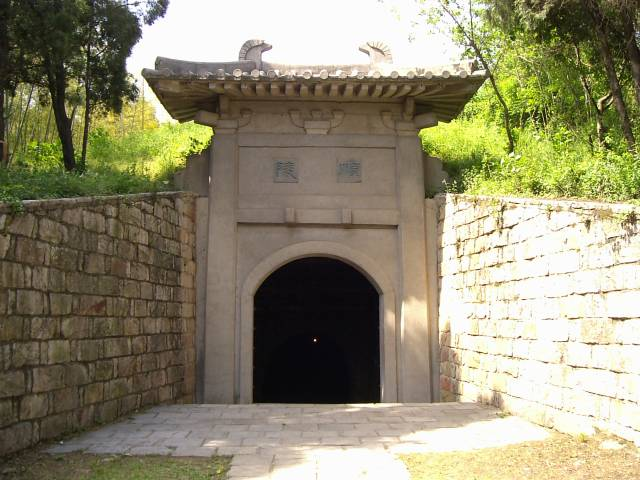
順陵入口
順陵中室
順陵後室
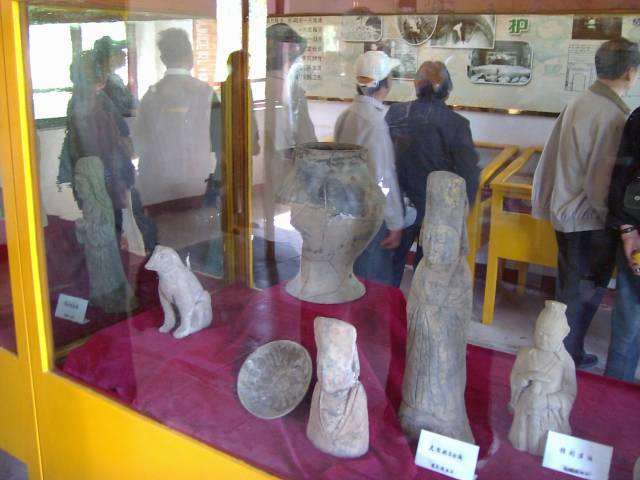
資料館